# فرودگاه بین‌المللی مالت
فرودگاه بین‌المللی مالت (به انگلیسی: Malta International Airport) (به زبان بومی: Luqa Airport) یک فرودگاه همگانی مسافربری با کد یاتا MLA است که یک باند فرود آسفالت دارد و طول باند آن ۲۳۷۷ متر است. این فرودگاه در شهر لاکا کشور مالت قرار دارد و در ارتفاع ۹۱ متری از سطح دریا واقع شده است.

## شرکت‌های هواپیمایی و مقصدهای پروازی
The following airlines operate regular scheduled and charter flights to and from Malta:
| شرکت‌های هواپیمایی                                     | مقصدهای پروازی |
| ----------------------------------------------------- | --- |
| ایجین ایرلاینز اجرا توسط المپیک ایر                   | فصلی: آتن |
| ایربالتیک                                             | فصلی: ریگا |
| ایر فرانس                                             | فصلی: تولوز-بلانیاک |
| ایر مالتا                                             | اسخیپول آمستردام، برلین تگل، بروکسل، کاتانیا-فونتاناروسا، دوسلدورف، فرانکفورت (برقراری مجدد از ۲۹ اکتبر ۲۰۱۷)، ژنو، هامبورگ، گاتویک، هیترو لندن، لینیت، شرمتیوو، مونیخ، پالرمو، شارل دوگل پاریس، اورلی، لئوناردو دا وینچی-فیومیچینو، بن گوریون، وین، زوریخ فصلی: بیرمنگام، بریستول، اکستر، لیون-سینت اگزوپری، مارسی پروانس، پراگ رازیون، تونس قرطاج |
| ایر صربیا                                             | فصلی: بلگراد نیکولا تسلا |
| آلیتالیا                                              | لئوناردو دا وینچی-فیومیچینو |
| براوو ایرویز                                          | فصلی: کیف ژولیانی |
| بریتیش ایرویز                                         | گاتویک |
| بروکسل ایرلاینز                                       | فصلی: بروکسل |
| کوندور فلوگدینست                                      | فصلی: دوسلدورف، فرانکفورت، هامبورگ |
| چک ایرلاینز                                           | فصلی: پراگ رازیون |
| ایزی‌جت                                                | گاتویک، جنوبی لندن (آغاز از ۲۹ اکتبر ۲۰۱۷)، منچستر، نیوکاسل فصلی: میلانو مالپنسا، ناپل |
| easyJet Switzerland                                   | فصلی: ژنو |
| هواپیمایی امارات                                      | دوبی، لارناکا |
| فن‌ایر                                                 | فصلی: هلسینکی |
| ایبریا اکسپرس                                         | فصلی: مادرید-باراخاس |
| جت۲.کام                                               | فصلی: بیرمنگام (آغاز از ۱ آوریل ۲۰۱۸), ایست میدلند، گلاسگو، لیدز برادفورد، استانستد لندن (آغاز از ۳۱ مارس ۲۰۱۸)، منچستر، نیوکاسل |
| لوفت‌هانزا                                             | فرانکفورت فصلی: مونیخ |
| لوکزایر                                               | فصلی: لوگزامبورگ - فیندل |
| Medavia                                               | فصلی: پالرمو |
| نیکی لوفت‌فارت                                         | اشتوتگارت |
| نروجین ایر شاتل                                       | فصلی: کپنهاگ، گاردرموئن اسلو |
| نروجین ایر شاتل اجرا توسط Norwegian Air International | فصلی: مادرید-باراخاس |
| رایان‌ایر                                              | آتن، بلفاست (آغاز از ۳۰ اکتبر ۲۰۱۷), باری، اوریو آل سریو، برلین شونفلد، بیرمنگام، بلوونی گوگلیلمو مارکونی، بورنموث، بریستول، بروکسل، بوداپست فرنک لیست، کاتانیا-فونتاناروسا، کلن بن، دوبلین، ایست میدلند، ادینبرو، آیندهوون، گدایسک لخ والسا، کارلسروهه/بادن-بادن، جان پل دوم کراکوف-بالیس، لیدز برادفورد، جان لنون لیورپول، لوتن لندن، استانستد لندن، منچستر، مادرید-باراخاس، مارسی پروانس، ناپل (آغاز از ۳۰ اکتبر ۲۰۱۷), نورنبرگ، گالیله، پوزنان-لاویکا، ریگا (آغاز از ۲۹ اکتبر ۲۰۱۷), گلاسگو پرستویک، لئوناردو دا وینچی-فیومیچینو، تولوز-بلانیاک، ترویزو، تورین کاسله، والنسیا، ویلنیوس، وروتسواف کوپرنیکوس بیلاند، جیرونا-کاستا براوا، گوتنبرگ-لاندوتر، تراپانی-بیرجی، ویزه |
| هواپیمایی اسکاندیناوی                                 | استکهلم-آرلاندا فصلی: کپنهاگ |
| سوئیس اینترنشنال ایرلاینز                             | فصلی: زوریخ |
| Thomas Cook Airlines                                  | فصلی: گاتویک، منچستر |
| Thomson Airways                                       | گاتویک، منچستر فصلی: بیرمنگام، بریستول, |
| ترانساویا.کام                                         | فصلی: اسخیپول آمستردام |
| ترنسویا فرانس                                         | اورلی فصلی: نانت آتلانتیک |
| تی‌یوآی‌فلای                                            | فصلی: هانوفر |
| تونس‌ایر اکسپرس                                        | تونس قرطاج |
| ترکیش ایرلاینز                                        | آتاترک |
| ولوتی                                                 | فصلی: کاتانیا-فونتاناروسا، بوردو–مریگناک |
| ویولینگ                                               | بارسلونا-ال پرات فصلی: لئوناردو دا وینچی-فیومیچینو |
| ویز ایر                                               | بلگراد نیکولا تسلا، هنری کواندا، بوداپست فرنک لیست، کلوژ-نپوکا، کاتوویتس، اسکندر کبیر اسکوپیه، صوفیه، شوپن ورشو |